# Gesloten woordklasse
Een gesloten woordklasse  is in de taalkunde een lexicale categorie waar geen nieuwe ingangen aan kunnen worden toegevoegd. Meestal betreft het hier functiewoorden en geen inhoudswoorden. In de meeste talen waaronder het Nederlands zijn de volgende lexicale categorieën over het algemeen gesloten woordklassen: 
- Preposities
- Postposities
- Determinatoren
- Voegwoorden
- Voornaamwoorden

## Verwante begrippen
Een gesloten woordklasse is het tegenovergestelde van een open woordklasse.